# Mimetus crudelis
Mimetus crudelis là một loài nhện trong họ Mimetidae.
Loài này thuộc chi Mimetus. Mimetus crudelis được Octavius Pickard-Cambridge miêu tả năm 1899.